# Pseudomogoplistes madeirae
Pseudomogoplistes madeirae är en insektsart som beskrevs av Andrej Vasiljevitj Gorochov och J.L. Marshall 2001. Pseudomogoplistes madeirae ingår i släktet Pseudomogoplistes och familjen Mogoplistidae. Inga underarter finns listade i Catalogue of Life.